# 張美蘭 (商人)
張美蘭（1956年10月13日—），越南華裔女商人、億萬富豪。

## 生平
祖籍中國廣東省汕頭市，越南第四代华人。她出生於越南共和國西貢市（現胡志明市），1992年成立萬盛發集團，從事商業、餐飲、房地產業務。她還是董事長，丈夫朱立基是香港人。到了2011年，張美蘭已經是胡志明市的知名商人，並且被越南國家銀行（越南央行）允許將三家資金短缺的小型銀行合併，組成西貢商業銀行（Saigon Commercial Bank，SCB）。張美蘭被外界視為越南女首富。2022年10月8日因為涉嫌在債券發行和交易中作弊，挪用數千億越南盾而被逮捕。张美兰被指控擅自從西贡商业银行总部攫取逾44亿美元的现金，导致西贡商业银行发生挤兑事件，而数万名西贡商业银行储戶損失資金並且上街集会抗议。2024年4月11日，张美兰被胡志明市人民法院判處死刑。
隨着越南國會於2025年6月25日廢除針對貪污等八項罪名的死刑，張美蘭被改判終身監禁。